# Andrea Gusmai
Andrea Gusmai (Trani, 1º maggio 1902 – 30 marzo 1992) è stato un intarsiatore.

## Biografia
Figlio d'arte - suo padre, Antonio Gusmai, fu allievo dell'artista Lorenzo Pechis nonché amico del filosofo Giovanni Bovio - si dedicò all'arte sin da giovanissimo. A 18 anni fu chiamato ad insegnare nelle scuole di maestranze. Nel 1938 partecipa alla Fiera del Levante dove l'interesse per i suoi lavori fu grande, al punto che il Tenente Colonnello Scattaglia gli ordina di arredare il Circolo Ufficiale di Palese e i saloni di rappresentanza.
Verranno poi gli aeroporti di Napoli, Foggia, Gioia del Colle e Vibo Valentia. Di Andrea si interessa il Re Ahmet Lekë Bej Zog d'Albania. Nei primi mesi del 1939, le Principesse Tere e Dane sorelle del Re Zog, insieme all'architetto Kristo Sotiri, sono a Trani per dare incarico al maestro dell'allestimento della villa reale di Durazzo, compiuto in soli 40 giorni.
Passati gli anni della seconda guerra mondiale, l'artista è alla Fiera di Milano, dove mostra le sue qualità di lavoratore del mobile e dell'intarsio. Nel 1958 sale alla Cattedra di Pietro, Papa Giovanni XXIII.
Gusmai realizza un quadro che ritrae il papa con i paramenti pontificali e in sedia gestatoria in un'opera di 72.000 pezzi di legni policromi. Custodito per anni negli appartamenti pontifici, lo stesso Papa donò poi l'opera alla sua città natale, Sotto il Monte, nella "Cappella di Maria Regina della pace", nella chiesa di San Giovanni Battista.
A visitare i suoi lavori a "Palazzo Gusmai" (attuale sede di Trani dell'Agenzia delle Entrate) anche il Presidente della Repubblica Giovanni Gronchi. Seguirono poi le tarsie dei Kennedy, con medaglia dell'Ambasciata Americana a Roma, e quindi la storia con Giovanni Paolo II al quale fu molto vicino. Una tarsia della Madonna Nera fu portata dal Pontefice a Częstochowa.
Ha esposto a Firenze, a Milano, a Napoli, a Bari. Nella sua galleria tranese, in Via Margherita di Borgogna, ha ricevuto il Presidente Aldo Moro, i Ministri Antoniozzi e Vernola, i Cardinali Baggio, Ursi e Palazzini.
Muore a 89 anni. Gli è stata dedicata una Via della città di Trani, nella quale, tuttavia, al momento non è ancora disponibile una galleria d'arte aperta al pubblico.